# Rectius
Rectius in lingua latina è comparativo accrescitivo di recte, quest'ultimo essendo un avverbio di modo che, di per sé, significa "correttamente". Nell'uso comune, specialmente nel linguaggio tecnico giuridico, rectius viene usata per esprimere concisamente il concetto di "più correttamente".
Normalmente, si usa come fosse un inciso, immediatamente dopo un'espressione meno precisa ancorché non del tutto inesatta.
La parola recte, invece, si usa per indicare una forma corretta rispetto a una sbagliata; tuttavia, anche in questo caso l'impiego del comparativo rectius attribuisce una coloritura ironica alla frase che, per ciò, denota una maggior arguzia ed intelligenza di chi la usa in maniera, solo apparentemente, impropria.

## Esempio
Diremo, ad esempio: «Il furto è un illecito giuridico [concetto esatto, ma troppo generico, linguisticamente un iperonimo], rectius un delitto [concetto penalisticamente molto più restrittivo, perciò più preciso e linguisticamente più "intensivo"]».